# Eutolmus taiwanensis
Eutolmus taiwanensis là một loài ruồi trong họ Asilidae. Eutolmus taiwanensis được Hradský & Hüttinger miêu tả năm 1985. Loài này phân bố ở miền Ấn Độ - Mã Lai.